# Delbert E. Webb
Delbert E. Webb souvent surnommé Del Webb (17 mai 1899; 4 juillet 1974) était un entrepreneur américain, spécialisé dans le bâtiment. Il inventa les retirement community, des quartiers, voire des villes, privés réservés aux retraités. C'est notamment lui qui créa et développa la plus célèbre d'entre elles : Sun City en Arizona.
Delbert E. Webb fut également le propriétaire de l'équipe de baseball des Yankees de New York entre 1945 et 1964.